# Henschel Hs 126
«Геншель» Hs 126 (нім. Henschel Hs 126) — німецький двомісний розвідувальний літак ближньої дії, що також використовувався за часи Другої світової війни в ролі літака спостереження і коригування вогню та нічного бомбардування.

Схематичне зображення розвідувального літака Henschel Hs 126

Літаки Hs 126 в складі легіону «Кондор» брали участь у громадянській війні в Іспанії, активно використовувалися для ведення ближньої розвідки на початковому етапі Другої світової війни, проте мала швидкість і практично повна відсутність броньового захисту змусило перенацілити ці літаки на ведення нічної розвідки і на виконання таких завдань, як боротьба з партизанами і буксирування вантажних планерів. На заміну їм надійшли літаки цього класу Fi 156 і Fw 189.
У січні 1941 року його зняли з виробництва, але він використовувався різними підрозділами Люфтваффе практично до кінця війни.

## Історія

### Створення
Розвідувальний літак Hs 126 розроблявся в КБ фірми Геншель під керівництвом конструктора Ф.Ніколауса. За основу конструкції був узятий ближній розвідник Hs 122, який розроблявся на заміну He 45 і He 46, але не був прийнятий Люфтваффе. Головна відмінність полягала в установці потужнішого двигуна Bramo 323 «Фафнір». Розмах крил залишився колишнім, але стрілоподібність та площа дещиця зменшені. Носова частина фюзеляжу була подовжена, встановлені нові стійки шасі і кіль. Восени 1936 року прототип Hs 126V1 вперше піднявся у повітря. В 1937 році почалося серійне виробництво літака, а навесні 1938 року його було прийнято на озброєння Люфтваффе.

### Конструкція
Hs 126 побудований за аеродинамічною схемою одномоторного підкісного моноплана-парасоля (високоплана), з шасі, що не вбирається шасі, конструктивну версію широко поширену на той час для літаків подібного призначення (такими були, наприклад, французький «Мюро» 113 або польський «Люблін» R-XIII). Фюзеляж овального перетину з працюючою обшивкою. Крило двохлонжероне з V-подібними підкосами. Шасі не вбирається, трьохопорне, з хвостовим колесом. Силова установка складалася з поршневого 9-циліндрового зіркоподібного двигуна повітряного охолодження з трилопатевим гвинтом змінного кроку. Кабіна екіпажу в передній частині закривалася зсувним ліхтарем. Під сидінням спостерігача розміщувався відсік з автоматичною фотокамерою «Цейс-Rb». Зліва на борту кріпилася ручна фотокамера.
Авіаційне озброєння складалося з 2 кулеметів: одного синхронного MG-17 з боєзапасом 500 набоїв і MG-15 з боєзапасом 975 набоїв (в магазинах), що встановлювався на турелі в задній частині кабіни. Літак мав властивості брати бомбове навантаження — до десяти 10-кг бомб у 2 контейнерах у фотовідсіку і одну 50-кг бомбу на зовнішній підвісці (по лівому борту фюзеляжу).

### Виробництво
Bauzahlen der Hs 126 bis 31.05.1941:
| Варіант           | HFW | AGO | Загалом | Прим.                                                   |
| ----------------- | --- | --- | ------- | ------------------------------------------------------- |
| V-прототип        | 3   |     | 3       | Номери: Nr. 867—869                                     |
| A                 | 83  | 50  | 133     | Номери: HFW: Nr. 3001–3083, Ago: 2970—2999 та 4001–4020 |
| B                 | 391 | 380 | 771     | Номери: HFW W.-Nr. 3084, Ago до 4021                    |
| Експорт (Греція)  | 16  |     |         | Номери: Nr. 3901–3916                                   |
| Експорт (Естонія) | 12  |     |         | Номери: Nr. 3917–3928, але лише 6 відправлено           |
| Загалом:          | 505 | 430 | 935     |                                                         |

### Бойове застосування
Влітку 1938 року до підрозділів Люфтваффе розпочалися поставки перших Hs 126А. До середини вересня — початку Судетської кризи — у строю було 42 машини модифікацій А-0 і А-1. У листопаді-грудні 1938 року 6 літаків Hs 126А-1 поставили в Іспанію, в групу А/88 (нім. Aufklärungsstaffel 88) легіону «Кондор». Літаки застосовувалися для проведення розвідувальних польотів, а іноді — як легкі бомбардувальники. Після закінчення громадянської війни 5 уцілілих на той час «Геншель» передали іспанцям. Літаки протягом ряду років служили в 41-му окремій ланці в Іспанському Марокко.
До початку Другої світової війни Hs 126А і В стали основною машиною ближньої розвідки та у загонах взаємодії з сухопутними військами: з 29 загонів на «Геншель» літало 23 (267 літаків, з них 232 справних). 20 загонів Hs 126 взяли участь у Польській кампанії, в ході якої вони повною мірою підтвердили своє призначення — «взаємодія з армією», виконуючи весь спектр завдань, передбачених передвоєнних настановами. Крім тактичної розвідки, вони коригували артилерійський вогонь, а також епізодично завдавали штурмових ударів — у тих випадках, коли авіаційна підтримка була необхідною, а інших доступних літаків не було. Водночас, втрати цих літаків були дуже відчутними — в ході Польської кампанії Люфтваффе позбулися 25 Hs 126, з них 16 було збито в повітряних боях. Ще 40 машин отримали пошкодження різного ступеня.
10 травня 1940 року вермахт розпочав стратегічну наступальну операцію на Західному фронті. Люфтваффе мало у своєму складі 277 Hs 126 (з них 234 боєздатних). Для підтримки наземного наступу на Нідерланди, Бельгію та Францію було створено 30 загонів ближньої повітряної розвідки та безпосередньої підтримки. Протягом наступних тижнів до них приєдналися ще п'ять. У ході кампанії на Заході вони вирішували ті ж завдання, що і в Польщі. Зокрема, вони проводили фотозйомку перед проривом «лінії Мажино». Втім, ситуація для тихохідних «Геншелів» була вже набагато складніше та небезпечніше. Якість французьких і особливо британських винищувачів не йшла ні в яке порівняння з тим, що було у поляків. Швидкість не дозволяла йому піти від винищувача, слабке озброєння — відбитися. Втрати Hs 126 почали рости. Після виходу до Ла-Маншу Hs 126 застосовувалися для патрулювання узбережжя.

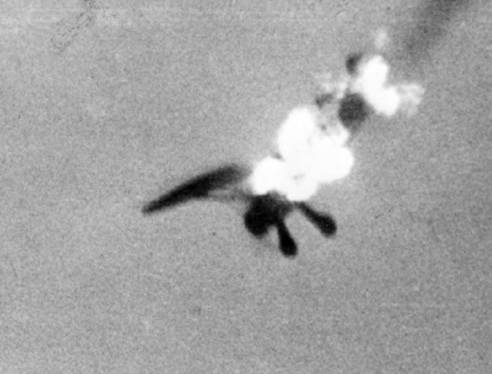
Підбитий біля Парижа Hs 126. 1943

Навесні 1941 року 12 загонів Hs 126 брало активну участь у бойових діях на Балканах.
На 22 червня 1941 року, на моменту початку операції «Барбаросса» командування Люфтваффе виділило 60 загонів взаємодії з армією — лише 2. (H) /Aufkl.Gr. 14 продовжував діяти в Північній Африці, підтримуючи німецький Африканський корпус. Hs 126 продовжували бути основним озброєнням авіаційних частин ближньої розвідки, попри усі зусилля Рейхсміністерства авіації переоснастити на більш сучасні зразки розвідувальних літаків. 388 літаків Hs 126 були у складі загонів взаємодії з армією — крім них, були також в невеликій кількості обладнані аерофотоапаратами винищувачі Bf 109 і Bf 110, легкі літаки зв'язку Fi-156 і деякі інші.
На початковому етапі німецько-радянської війни Hs 126 діяли доволі успішно, але зимовий контрнаступ Червоної армії 1941/42 року спричинив важкі втрати в авіації, внаслідок чого довелося розформувати 12 загонів взаємодії з армією. Низку частин відвели на відпочинок.
Станом на 1 березня 1942 року на Східному фронті діяло 25 загонів ближньої розвідки, з них 16 літало на Hs 126. Протягом весни-літа більшість цих частин була переозброєна на нові літаки Fw 189, але на 1 вересня 1942 року на фронті ще залишалося 103 Hs 126.
Вже навесні 1943 року «Геншель» Hs 126 у розвідувальних частинах практично не залишилося. Уцілілі Hs 126 передавалися в нічні штурмові групи (зокрема, на них літала NSGr. 7), а також частини буксирувальників планерів, де вони експлуатувалися практично до кінця війни.

## Країни-оператори
Повітряні сили Хорватії
Повітряні сили Естонії
Люфтваффе
Королівські повітряні сили Греції
Повітряні сили Іспанії

## Модифікації
- Hs 126V1 — перший прототип. Переобладнаний восени 1936 року з Hs 122B-0. Відрізнявся двигуном рідинного охолодження Jumo.210С з трилопатевим гвинтом та відсутністю ліхтаря кабіни.
- Hs 126V2 — другий прототип з двигуном BMW Bramo Fafnir 323 A-1 (830 к.с.) з турбокомпресором та трилопатевим гвинтом VDM, збільшеним кілем. Випущений в 1 екземплярі.
- Hs 126А-0 — передсерійна партія з авіаційним двигуном Bramo 323. Авіаційне озброєння — 2 7,92-мм кулемети (синхронний MG 17 та турельний MG 15); маса бомбового навантаження — до 150 кг (десять 10-кг бомб у фюзеляжному відсіку замість аерофотоапарату та 1 50-кг бомба на зовнішній підвісці). Побудовано 10 одиниць[Прим. 1].
- Hs 126А-1 — перший серійний зразок літак з двигуном BMW 132Dc (880 к.с.), використаного замість незавершеного Bramo 323. Авіаційне озброєння аналогічно Hs 126А-0.
- Hs 126В-1 — варіант літака з двигуном Bramo 323А-1 чи Q-1 (850 к.с.) або Bramo 323А-2 чи Q-2 (900 к.с), що відрізнявся від BMW 132Dc більшою висотністю. Встановлена сучасніша радіостанція FuG-17.
- Hs 126К-6 і Hs 126К-7 — експортні варіанти літака для поставок у Грецію (16 одиниць) та Естонію (5 одиниць).